# Schistidium crassipilum
Schistidium crassipilum (deutsch Dickhaar-Spalthütchen oder Dickhaar-Rotkäppchenmoos) ist eine Laubmoos-Art aus der Familie Grimmiaceae.

## Beschreibung
Schistidium crassipilum ist eine vielgestaltige Art und die Unterscheidung besonders zu Schistidium apocarpum ist oft nicht leicht. Die Pflanzen sind bis 5,5 Zentimeter groß und bilden dichte bis lockere, grüne oder olivfarbene bis bräunliche Polster oder niederliegende Rasen. Der Stämmchenquerschnitt zeigt einen Zentralstrang von mehr als fünf Zellen. Die Blätter sind eiförmig-lanzettlich und oben meist scharf gekielt, die Blattränder zeigen oben fast immer Papillen und/oder vorspringende Zellecken. Auch die Blattrippe weist im oberen Teil an der Rückenseite Papillen auf. Die starre und starke, unten meist abgeflachte Glasspitze ist bis 1,1 Millimeter lang und läuft oft an den Blatträndern etwas herab. Die Blattlamina kann im oberen Blattteil mehr oder weniger zweizellschichtig sein. Die Blattzellen sind oben isodiametrisch, 8 bis 9 Mikrometer groß und nicht oder schwach sinuös.
Die Sporenkapsel ist meist tief in die Perichaetialblätter eingesenkt, die zylindrische Urne ist gewöhnlich etwa 1,6 mal so lang wie breit (Schwankungsbereich von 1,3 bis 2,2). Die Exothecialzellen (Zellen der Außenschicht der Kapselwand) sind überwiegend verlängert, die Zellwände gleichmäßig verdickt. Spaltöffnungen fehlen oder sind wenige und rudimentäre vorhanden. Die roten Peristomzähne sind 300 bis 450 Mikrometer lang und aufrecht bis abstehend. Die granulierten oder fein papillösen Sporen sind 9 bis 11 Mikrometer groß.

## Standortansprüche
Die Art wächst auf meist kalkhaltigem Gestein und auf Beton oder Mauern. Die Wuchsorte sind gewöhnlich trocken bis frisch und licht bis halbschattig.

## Verbreitung
Weltweit sind die Verbreitungsgebiete Europa, Kleinasien und Nordamerika.
In Deutschland, Österreich und der Schweiz ist die Art die häufigste der Gattung. Der Lebensraum reicht von der Ebene bis in die montane Höhenstufe, nur selten auch höher hinauf.